# تانل تالوه
تانل تالوه (استونیایی: Tanel Talve؛ زادهٔ ۱۳ اوت ۱۹۷۶) روزنامه‌نگار، سیاستمدار و نماینده سابق مجلس اهل استونی است.